# Trichlorure de (terpyridine)ruthénium
Le trichlorure de (terpyridine)ruthénium est un complexe de chlorure de ruthénium(III) RuCl3 et de terpyridine. Il s'agit d'un solide brun paramagnétique utilisé comme précurseur d'autres complexes de ruthénium, notamment par substitution de ligands chlorure.
La molécule a une géométrie octaédrique. On peut l'obtenir par chauffage de chlorure de ruthénium(III) RuCl3 avec une solution de terpyridine dans la N,N-diméthylformamide.